# متال همر
متال هَمِر (به انگلیسی: Metal Hammer) ماهنامهٔ موسیقی هوی متال است که در بریتانیا توسط انتشارات فیوچر و در چندین کشور دیگر به‌وسیلهٔ ناشرهای مختلف منتشر می‌شود.
مطالب متال همر طیف وسیعی از موضوع‌ها، از جریان‌های اصلی موسیقی متال تا گروه‌های غیر متعارف این سبک را شامل می‌شود. متال همر پرفروش‌ترین مجلهٔ هوی متال در بریتانیا است و اغلب به‌عنوان یک نشریهٔ زیرزمینی مورد توجه قرار می‌گیرد. این مجله در آلمان از سال ۱۹۸۴ منتشر می‌شده است.